# 공개 회사
공개 회사(公開會社, 영어: public company)는 일반 대중에 소유 지분이 공개된 회사로, 증권 거래소법의 규제를 받는다. 이 용어는 비공개 회사라는 용어와 대비된다. 공개 회사는 증권거래소나 장외 시장에서 자유롭게 거래되도록 의도된 주식을 통해 소유권이 조직된 회사이다. 공개 회사는 주식 거래를 용이하게 하는 증권 거래소에 상장될 수도 있고(상장 회사) 그렇지 않을 수도 있다(비상장 공개 회사(unlisted public company)). 일부 관할권에서는 특정 규모 이상의 공개 회사가 거래소에 상장되어야 한다. 대부분의 경우 공개 회사는 민간 부문의 민간 기업이며, 여기서 "공개"는 공개 시장에서의 보고 및 거래를 강조한다.
공개 회사는 특정 국가의 법률 시스템 내에서 형성되므로 해당 회사가 거주하는 국가에서 구별되고 별도의 협회 및 공식 명칭을 갖는다. 예를 들어, 미국에서 공개 회사는 일반적으로 코퍼레이션의 한 유형(기업이 공개 회사일 필요는 없음)이고, 영국에서는 일반적으로 공개유한회사(plc)이며, 프랑스에서는 SA(société anonyme), 독일에서는 악티엔게젤샤프트(AG)이다. 공개 회사의 일반적인 개념은 유사할 수 있지만 차이점은 의미가 있으며 산업 및 무역과 관련된 국제법 분쟁의 핵심이다.

## 회사의 증권
일반적으로 공개 회사의 유가증권은 수많은 투자자들이 소유하는 반면, 비공개 회사의 주식은 상대적으로 몇 안 되는 주주들이 소유한다. 주주가 많은 기업이라고 하여 반드시 공개 회사인 것은 아니다. 미국에서 일부 예로 500명 이상의 주주들이 있는 기업들은 1934년 증권 거래소법 하에 보고할 것을 요구 받는데, 1934년 법 아래에 보고하는 회사들은 일반적으로 공개 회사로 간주된다.

## 같이 보기
- 공개유한회사
- 공공단체
- 비공개 회사